# マルクス・コルネリウス・ケテグス (紀元前204年の執政官)
マルクス・コルネリウス・ケテグス（ラテン語: Marcus Cornelius Cethegus、-紀元前196年）は紀元前3世紀後期から紀元前2世紀前半の共和政ローマの政治家・軍人。紀元前209年に法務官（ケンソル）、紀元前204年に執政官（コンスル）を務めた。

## 出自
ケテグスはパトリキ（貴族）であるコルネリウス氏族の出身であるが、コルネリウス氏族はローマでの最も強力で多くの分家を持つ氏族でもあった。ケテグスのコグノーメン（第三名、家族名）を持つ人物としては彼が記録に現れる最初の人物であり、同世代の人物に紀元前197年の執政官ガイウス・コルネリウス・ケテグスがいる。カピトリヌスのファスティによれば、ケテグスの父も祖父もプラエノーメン（第一名、個人名）はマルクスである。また、ガイウスの父はルキウスで祖父はマルクスであることから、現代の研究者は両者はいとこ同士と考えている。また、祖父マルクスは第一次ポエニ戦争時代の人物で、すでにケテグスのコグノーメンを名乗っていたと思われる。

## 経歴
ケテグスは若年時に神官（フラーメン）を務めたが、職務違反のために解任されたことが分かっている。プルタルコスによれば「生贄の動物の処置を正しい手順に従って行わなかった」ことが原因であり、ウァレリウス・マクスムスは「外部のできことに関心を持ちすぎ」そのため「不滅の神々の祭壇が破壊されてしまった」としている。 ロバート・ブロートンは、これを紀元前223年頃のこととしている。
紀元前213年、同族のルキウス・コルネリウス・レントゥルス・カウディヌスの死去に伴って、ケテグスは神祇官に選出された。同年には上級按察官（アエディリス・クルリス）にも就任、同僚はプブリウス・コルネリウス・スキピオ（後のアフリカヌス）であった。ポリュビオスは、スキピオと共に按察官に就任したのは兄のルキウス（後のスキピオ・アシアティクス）であったとしているが、現代の研究者はこれを間違いと考えている。この年に、按察官が「当時としては贅沢な競技会」を行い、オリーブオイルの分配を行ったことが知られている。
紀元前211年、ケテグスは法務官（プラエトル）に就任した。元老院は、ケテグスをまずはアプリア（現在のプッリャ州）、続いてはシキリアに派遣した。シキリアではマルクス・クラウディウス・マルケッルスが前年にシュラクサイを陥落させるなど一連の勝利を収めてはいたが、困難な状況が続いていた。カルタゴは別の陸軍部隊を上陸させ、いくつかの都市を占領した。カルタゴの軽騎兵はシキリア全島を荒廃させ、ローマ軍兵士はこれと戦うのを嫌がった。ケテグスは軍の秩序を回復し、奪われた都市を奪回した。その後、ケテグスはマルケッルスがシキリアで行った蛮行の処理に苦労することとなる。多くのギリシア系シキリア人をローマに送り、マルケッルスの権力乱用を元老院に訴えさせた。元老院ではこれらの苦情を審理したものの、マルケッルスは無罪とされた。
紀元前209年、ケテグスは監察官（ケンソル）に就任、同僚監察官はプブリウス・センプロニウス・トゥディタヌスであった。通常とは異なり、両監察官共に執政官の経験がなかった。ティトゥス・リウィウスは元老院筆頭（プリンケプス・セナートゥス）を選ぶにあたり、両者に不一致があったと述べている。ケテグスはティトゥス・マンリウス・トルクァトゥスを推し、トゥディタヌスはクィントゥス・ファビウス・マクシムス・ウェッルコスス・クンクタートルを推した。最後にケテグスは譲歩している。両監察官は8名の元老院議員をカンナエの戦い後の振る舞いを理由に除名したが、これにはマルクス・カエキリエス・メテッルスも含まれていた。また、カンナエで戦った騎兵のうち、その時点でイタリアにいたものの馬を没収した。ローマの成年男子人口は137,108人であった
次にケテグスが歴史に登場するのは紀元前204年であり、監察官時代の同僚であったトゥディタヌスと共に執政官に就任している。その年の初め、プブリウス・コルネリウス・スキピオ（後のアフリカヌス）の分遣隊がロクリで行った略奪の審議のために、両執政官は調査団を送ることを元老院で提案した。続いて、ケテグスはエトルリアの戦線を割り当てられた。前年にマゴ・バルカ（ハンニバルの弟）がリグリアに上陸し、エトルリアに侵入を試みていた。ケテグスの任務はエトルリア人がマゴに加担することを防ぐことであった。マゴに同情を見せた多くの現地貴族たちが処刑された。また、多くが逃亡し、その財産は没収された。このため、エトルリアはローマの支配下に留まった。
その年の終わり、ケテグスは一時的にローマに戻り、翌年の政務官選挙を監督した。紀元前203年、ケテグスは前執政官（プロコンスル）として、ガリア・キサルピナを法務官プブリウス・クインティリウス・ウァルスと共に担当し、マゴと対峙した。マゴはイタリアに侵入してハンニバルと合流しようとしていた。インスブリアで大会戦が発生した（インスブリアの戦い）。ケテグスとウァルスはそれぞれ2個軍団を率いており、ケテグスは戦略予備として待機した。戦闘が始まるとローマ軍歩兵は、特にカルタゴ軍戦象部隊の活躍もあり、大損害を受けた。ここでケテグスが自身の兵力を投入し、戦線を安定させた。その後マゴは重症を負い、これを知ったカルタゴ兵は逃走を始めた。しかし、ローマの勝利は決定的なものではなかった - 損害は大きく（3人のトリブヌス・ミリトゥムを含む2,300が戦死）、カルタゴ軍は5,000を失ったものの戦闘力は維持していた。しかし、その後直ぐにマゴはカルタゴに戻るように命令され、イタリアの脅威は去った。
ケテグスは紀元前196年に死亡した。

## 文化活動
マルクス・トゥッリウス・キケロは、ケテグスをローマ最初の雄弁家と呼んでいる。しかし、キケロは彼の時代まで唯一残っていたエンニウスの意見を参照しているのみである。
キケロによるとエンニウスは以下のように述べている：

## 参考資料

### 古代の資料
- カピトリヌスのファスティ
- ポリュビオス『歴史』
- ティトゥス・リウィウス『ローマ建国史』
- プルタルコス『対比列伝』
- マルクス・トゥッリウス・キケロ『ブルトゥス』

### 研究書
- Bobrovnikova T. "Scipio African" - M .: Young Guard, 2009. - 384 p. - ISBN 978-5-235-03238-5 .
- Korablev I. "Hannibal" - M .: Science, 1981. - 360 p.
- Rodionov E. Punic Wars. - St. Petersburg. : SPbGU, 2005. - 626 p. - ISBN 5-288-03650-0 .
- Broughton R. "Magistrates of the Roman Republic" - New York, 1951. - Vol. I. - P. 600.
- Haywood R. "Studies on Scipio Africanus" - Baltimore, 1933.
- Münzer F. "Cornelius 83ff" // Paulys Realencyclopädie der classischen Altertumswissenschaft . - 1900. - T. VII . - P. 1276-1277 .
- Münzer F. "Cornelius 92" // Paulys Realencyclopädie der classischen Altertumswissenschaft . - 1900. - T. VII . - P. 1279 .